# Atomuhr

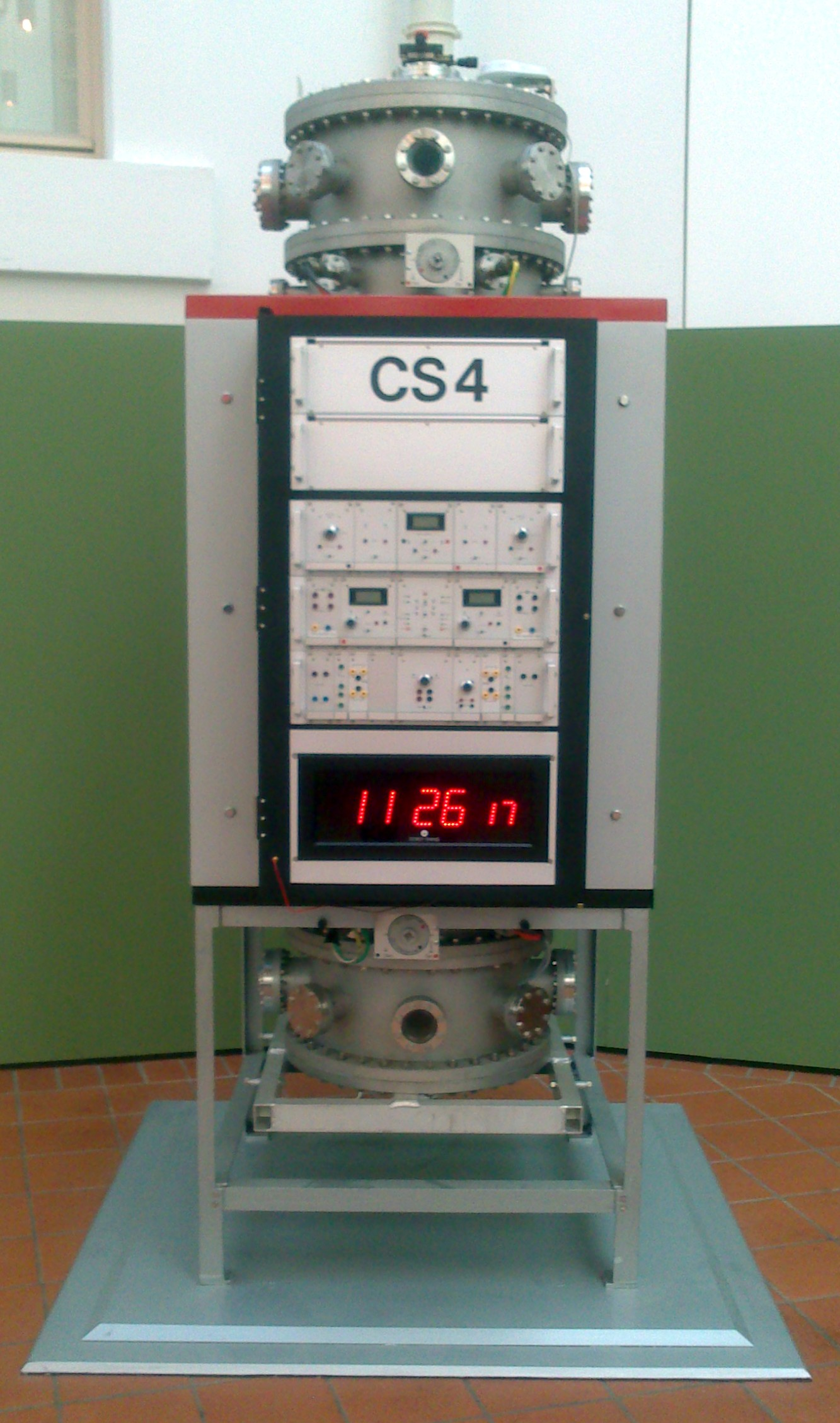
Die Caesium-Atomuhr „CS 4“ der Physikalisch-Technischen Bundesanstalt in Braunschweig wurde 1992 in Betrieb genommen. Seit 2005 ist sie ein Exponat im Braunschweigischen Landesmuseum.

Eine Atomuhr ist eine Uhr, deren Zeittakt aus der charakteristischen Frequenz von Strahlungsübergängen der Elektronen freier Atome abgeleitet wird. Die Zeitanzeige einer Referenzuhr wird fortwährend mit dem Taktgeber verglichen und angepasst. Atomuhren sind derzeit die genauesten Uhren.
Die Messwerte von über 400 Atomuhren an über 60 weltweit verteilten Zeitinstituten werden durch GPS-Zeitvergleiche, inzwischen zunehmend durch Zweiweg Zeit- und Frequenzvergleiche (TWSTFT) verglichen. Die Ergebnisse werden dem Internationalen Büro für Maß und Gewicht (BIPM) übermittelt, das aus ihnen einen gewichteten Durchschnitt bildet, der die Grundlage der Internationalen Atomzeit (TAI) ist, die von der BIPM veröffentlicht wird.
Die Grundlagen der Atomuhr wurden von dem US-amerikanischen Physiker Isidor Isaac Rabi an der Columbia University entwickelt, der dafür 1944 den Nobelpreis für Physik erhielt. Ein weiterer Nobelpreis im Zusammenhang mit Atomuhren wurde 1989 an den US-amerikanischen Physiker Norman Ramsey für die Verbesserung der Messtechnik bei atomaren Energie-Übergängen verliehen.
Atomuhren sind nicht zu verwechseln mit der symbolischen Atomkriegsuhr, die die Gefahr eines bevorstehenden Atomkriegs anzeigt.

## Funktionsweise
Uhren können die Zeit umso genauer angeben, je konstanter die Schwingung ihres Taktgebers ist. Bei Räderuhren sind dies das Pendel oder die Unruh, bei der Quarzuhr ist es ein Schwingquarz, der die Frequenz eines Quarzoszillators konstant hält. In Atomuhren macht man sich die Eigenschaft von Atomen zu Nutze, beim Übergang zwischen zwei Energiezuständen elektromagnetische Wellen einer bestimmten Frequenz abzustrahlen oder zu absorbieren.
In einer Atomuhr erzeugt ein temperaturkompensierter Quarzoszillator ein elektromagnetisches Wechselfeld, dem die Atome ausgesetzt werden. Bei einer ganz bestimmten Frequenz absorbieren die Atome besonders viel Energie und strahlen diese in andere Richtungen ab. Diese Resonanz wird verwendet, um die Frequenz des Quarzoszillators mittels einer Regelschleife extrem stabil zu halten: Weicht die Frequenz von der Resonanz ab, wird dies erkannt. Die Frequenz des Quarzoszillators wird dann entsprechend angepasst, um wieder die Resonanzfrequenz der Atome zu treffen. Die Stabilität der Resonanz selbst bestimmt jetzt die Frequenzstabilität des Ausgangssignals. Ausgelesen wird schließlich das Zeitsignal der Quarzuhr.

## Geschichte und Entwicklungen

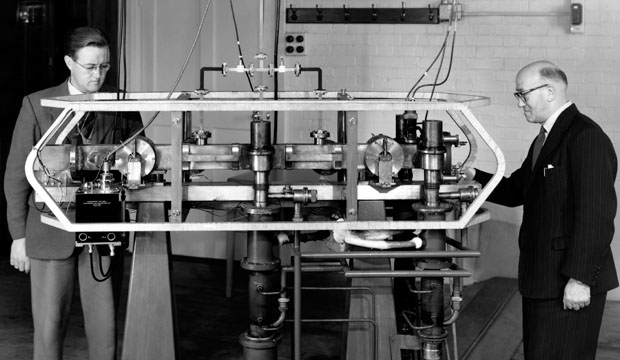
Louis Essen und J. V. L. Parry zeigen die Caesiumuhr (1955)

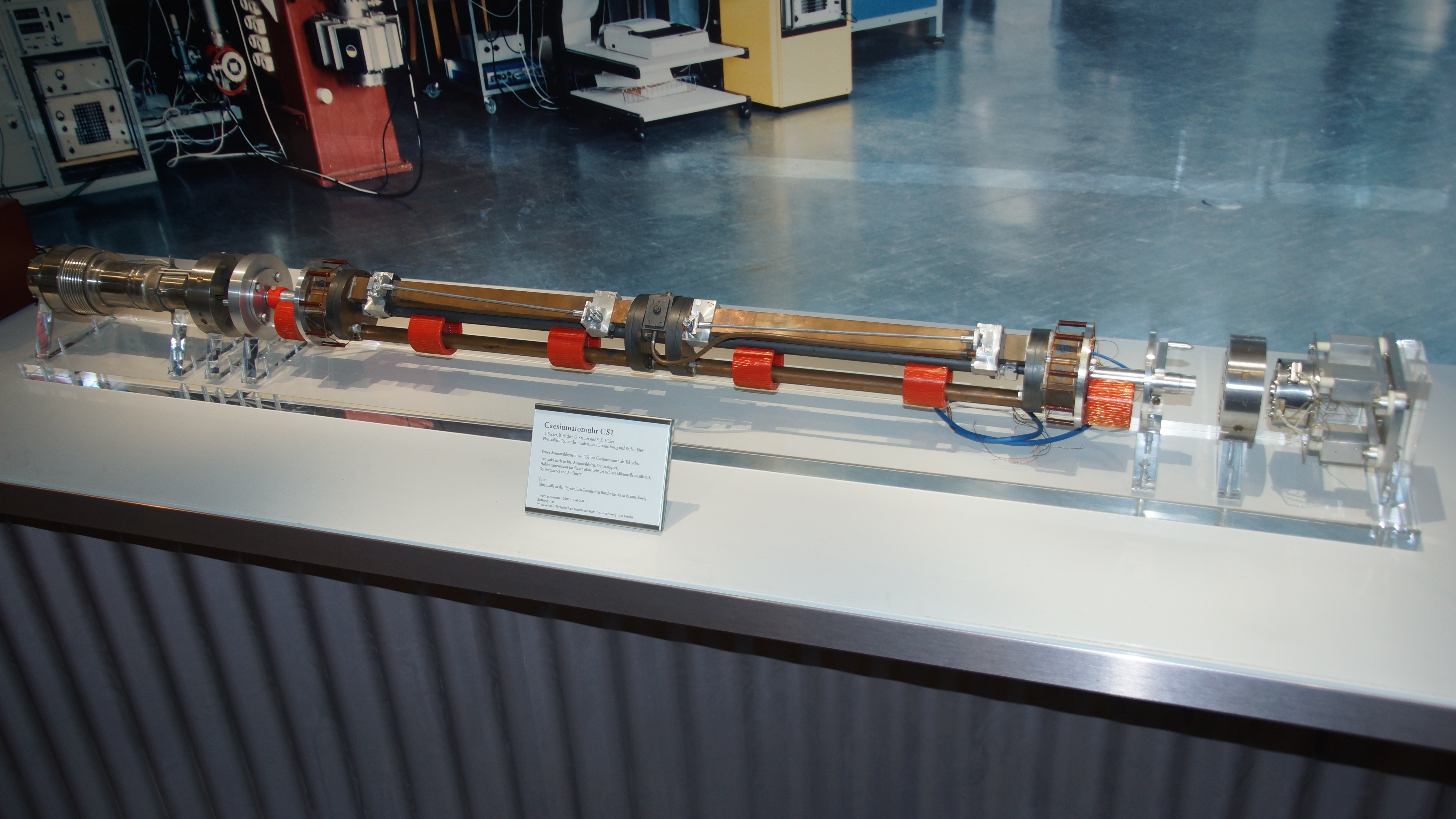
Atomstrahlsystem der Cäsium-Atomuhr CS 1 im Deutschen Museum Bonn

Vor der Entwicklung der Atomuhren war die Riefler Präzisionspendeluhr die präziseste Uhr mit einer Ganggenauigkeit von ± 4e-4 s/Tag. Die erste dieser Uhren erhielt die Universitäts-Sternwarte München am 27. Juli 1891. Sie war in über 150 Sternwarten weltweit im Einsatz. Insgesamt wurden bis 1965 davon 635 Exemplare hergestellt. Bis heute ist sie die  präziseste mechanische Uhr geblieben.
Aufbauend auf seine in den 1930er Jahren durchgeführten Untersuchungen zu Magnetresonanzverfahren, regte 1945 der US-amerikanische Physiker Isidor Isaac Rabi den Bau einer Atomuhr an. Eine erste Atomuhr wurde 1949 im National Bureau of Standards (NBS) in den Vereinigten Staaten unter Verwendung von Ammoniak-Molekülen als Schwingungsquelle von Harold Lyons konstruiert. Da sie aber noch nicht den erhofften Genauigkeitsgewinn erbrachte, wurde die Uhr drei Jahre später überarbeitet und auf die Verwendung von Caesiumatomen umgerüstet. Sie erhielt den Namen NBS-1.
1955 folgte dann eine noch genauere Caesiumuhr vom Physiker Louis Essen und J. V. L. Parry am National Physical Laboratory in Großbritannien.
Aufgrund der hervorragenden Gangergebnisse dieser Uhren wurde die Atomzeit als internationaler Standard für die Sekunde definiert. Seit Oktober 1967 beträgt die Zeitdauer einer Sekunde im internationalen Einheitensystem per Definition […] das 9.192.631.770-Fache der Periodendauer der dem Übergang zwischen den beiden Hyperfeinstrukturniveaus des Grundzustands von Atomen des Nuklids 133Cs entsprechenden Strahlung.
Im Laufe der Jahre wurde die Genauigkeit der Atomuhren immer weiter gesteigert. Bis Ende der 1990er Jahre wurde eine relative Standardabweichung zur idealen SI-Sekunde von etwa 5·10−15 erreicht, bis 2018 bereits 10−16. Mit optischen Uhren kann die Präzision nochmals um zwei Größenordnungen verbessert werden; sie ermöglichen allerdings keine genauere Realisierung der SI-Sekunde, weil sie nicht auf dem HFS-Übergang von Caesium beruhen und daher nur als sekundäre Normale dienen können.

### Hochpräzise Atomuhren
Caesium, Rubidium, Wasserstoff und neuerdings Strontium sind die gängigsten Atome, mit denen Atomuhren betrieben werden. Die Tabelle stellt ihre Eigenschaften gegenüber. Zum Vergleich sind die Werte für einen beheizten Schwingquarz, den sogenannten Quarzofen (OCXO), sowie Ammoniak mit aufgenommen.
| Typ                            | Arbeitsfrequenz in MHz      | Relative Standardabweichung typischer Uhren |
| ------------------------------ | --------------------------- | ------------------------------------------- |
| Quarzofen (OCXO)               | 000 000 005 bis 10          | 10−08                                       |
| NH3                            | 000 023 786                 | 10−11                                       |
| 133Cs                          | 000 009 192,631 77 Anm. 1   | 10−13                                       |
| 87Rb                           | 000 006 834,682 610 904 324 | 10−15                                       |
| 1H                             | 000 001 420,405 751 77      | 10−15                                       |
| Optische Atomuhr (87Strontium) | 429 228 004,229 874         | 10−17                                       |

Neben Caesium, Rubidium und Wasserstoff werden auch andere Atome oder Moleküle für Atomuhren verwendet.

### Caesium-Fontäne

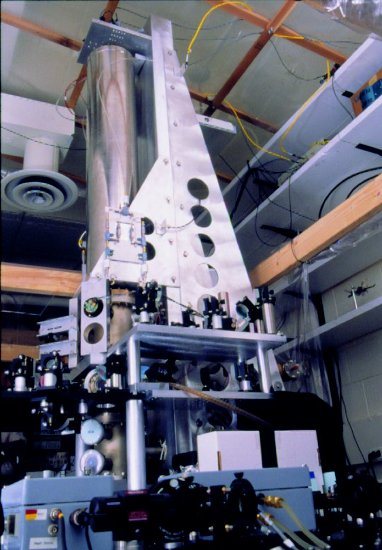
NIST-F1, Quelle der offiziellen Zeitmessung der USA

In neueren Atomuhren arbeitet man mit thermisch abgebremsten Atomen, um die Genauigkeit zu erhöhen. In der „Caesium-Fontäne“ (engl.: Cesium fountain) werden Caesiumatome dazu stark abgekühlt, sodass sie nur noch etwa einen Zentimeter pro Sekunde schnell sind. Die langsamen Atome werden dann mit einem Laser nach oben beschleunigt und durchlaufen eine ballistische Flugbahn (deswegen der Ausdruck Caesium-Fontäne), hierdurch kann die effektive Wechselwirkungsdauer der Atome mit den eingestrahlten Mikrowellen verlängert werden, was eine exaktere Frequenzbestimmung erlaubt.
Die relative Standardabweichung der Caesium-Fontäne NIST-F1 lag im Jahr 1999 bei nur etwa 10−15; bis 2018 wurde die Präzision auf 10−16 gesteigert, was einer Abweichung von einer Sekunde in 300 Millionen Jahren entspricht.

### Optische Uhr
In einer Atomuhr wird die Frequenz einer atomaren Resonanz gemessen. Dies gelingt umso präziser, je höher die Frequenz der Resonanz ist. Sichtbares Licht hat eine etwa 50.000-fach höhere Frequenz als die beim Caesium genutzte Mikrowellenstrahlung. Eine Atomuhr, die mit einer optischen Resonanz arbeitet, kann aus diesem Grund deutlich präziser sein. Seit einigen Jahren wird daher an der Realisierung einer optischen Atomuhr gearbeitet, die eine höhere Genauigkeit aufweist als die aktuell genutzten Caesium-Uhren.
Zu diesem Zweck werden Experimente mit Elementen gemacht, die geeignete Übergänge bei optischen Wellenlängen haben. Hierdurch erreicht man Frequenzen von hunderten Terahertz an Stelle der herkömmlichen 9 GHz. In diesen Experimenten werden einzelne Atome in einem Ionenkäfig gespeichert. Ein Laser wird auf einen schmalbandigen Übergang stabilisiert. Die Stabilität der Frequenz dieses Laserlichts wird anschließend ohne Genauigkeitsverlust auf ein periodisches elektrisches Signal übertragen. Dies gelingt mit einem Frequenzkamm. Als Frequenz für das elektrische Signal ist 10 MHz üblich.
Auf Optischen Gittern basierende Atomuhren führte 2001 Hidetoshi Katori ein (Optical lattice clock), der sie 2003 demonstrierte und bis zu einer relativen Ungenauigkeit in der Zeitmessung von 10−18 entwickelte.
Physiker vom JILA in Boulder (Colorado) haben im Februar 2008 eine optische Atomuhr präsentiert, die auf spinpolarisierten 87Strontium-Atomen basiert, welche in einem Gitter aus Laserlicht gefangen sind. Es gelang der PTB mit Hilfe ihres transportablen Frequenzkamms eine Frequenz von 429.228.004.229.874 ±1 Hz zu verifizieren. Der Rekord lag Anfang 2008 bei 10−17, gemessen an einem ultragekühlten Aluminiumatom.
Im August 2013 konnte am selben Institut in einer Zusammenarbeit mit dem NIST die Präzision (nicht zu verwechseln mit Genauigkeit) einer optischen Atomuhr auf 10−18 verbessert werden. Dies gelang durch den Vergleich zweier baugleicher Uhren, die wie oben auf spinpolarisierten Atomen basiert, hier jedoch auf jeweils ca. 1.000 Ytterbium-Atomen. Die größere Anzahl an Atomen erlaubt eine vergleichsweise schnelle Bestimmung der Präzision der Uhren durch Mittelung über die Messdaten.
Auf dem erreichten Präzisionsniveau wird eine Vielzahl von Effekten sichtbar, die die beobachtete Frequenz beeinflussen. Dazu gehören z. B. der Zeeman-Effekt, Stoß-Wechselwirkung zwischen den Atomen, der AC-Stark-Effekt oder die Gravitationsrotverschiebung.
Im Juli 2012 präsentierte China zum ersten Mal eine an der Akademie der Wissenschaften in Wuhan entwickelte optische Uhr, die auf Calcium-Ionen basiert. China wurde damit nach den USA, Deutschland, Großbritannien, Frankreich, Kanada, Österreich und Japan das achte Land, das optische Uhren entwickeln kann.

### Kleinformatige Atomuhren für die praktische Anwendung

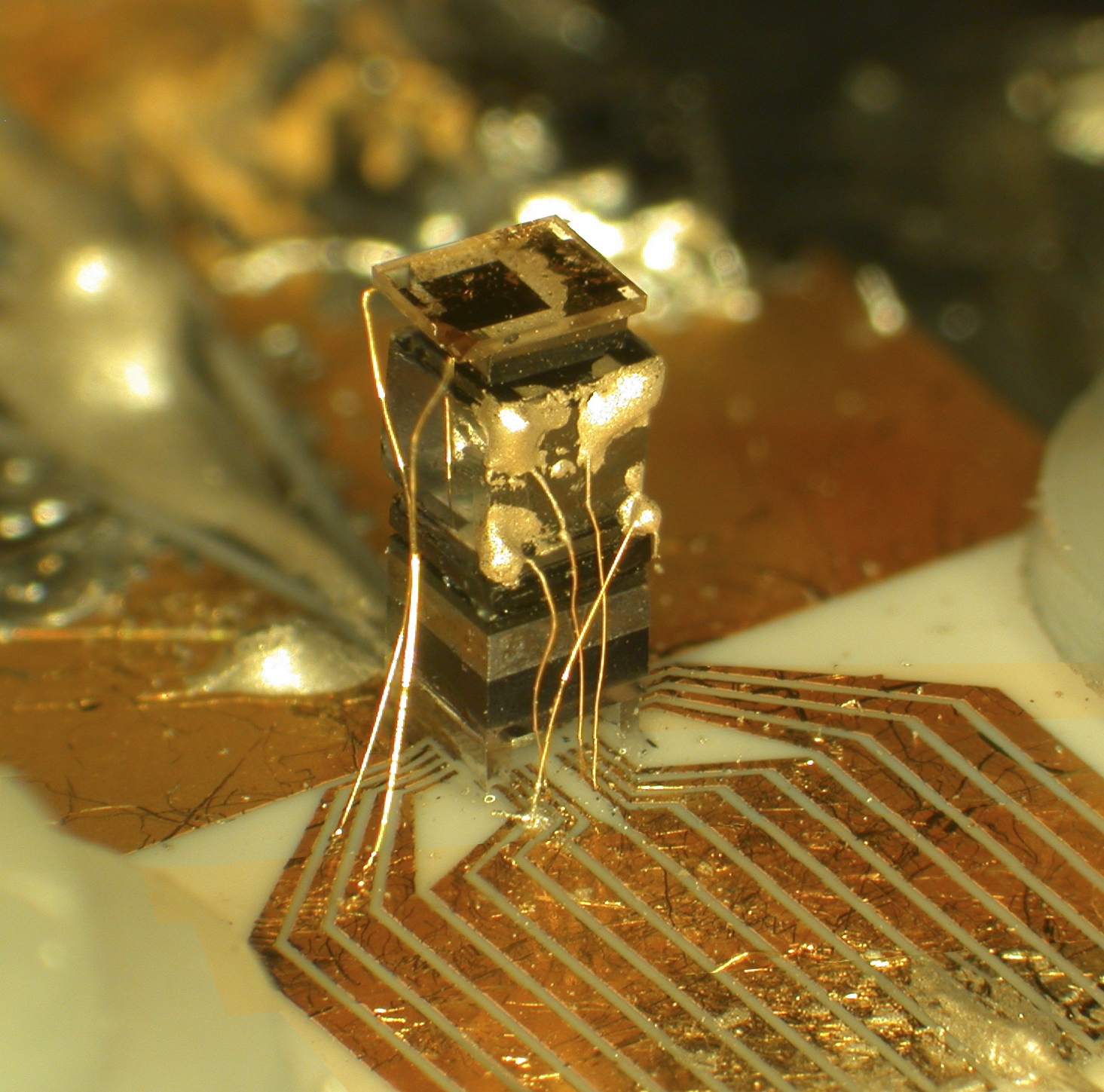
Chip-scale Atomuhr vom NIST

Eine andere Entwicklungslinie neben den hochpräzisen Uhren verfolgt den Bau preiswerter, kleiner, leichter und energiesparender Uhren, z. B. für den Einsatz in Satelliten von Satellitennavigationssystemen wie GPS, GLONASS oder Galileo, um so die Positionierungsgenauigkeit zu erhöhen. Im Jahr 2003 gelang es, eine Rubidium-Atomuhr zu bauen, die nur ein Volumen von 40 cm³ einnimmt und eine elektrische Leistung von einem Watt aufnimmt. Dabei erreicht sie eine relative Standardabweichung von ca. 3 · 10−12. Das entspricht einer Abweichung von einer Sekunde in 10.000 Jahren. Damit ist die Uhr zwar deutlich ungenauer als die großen stationären Atomuhren, aber erheblich genauer als eine Quarzuhr. (Genaue, nicht temperaturkompensierte Quarzuhren haben eine Abweichung von rund einer Sekunde in einem Monat. Verglichen mit diesen ist diese kleine Atomuhr 120.000-mal genauer.)
Wasserstoff-Maser-Uhren zur Anregung der Schwingung sind ebenfalls hochgenau, aber schwieriger zu betreiben. Der erste Wasserstoff-Maser im Erdorbit ist auf dem Galileo-Navigationssatelliten Giove-B am 27. April 2008 als Zeitbasis für die Ortsbestimmung in die Umlaufbahn transportiert worden.

### Atomuhren in integrierten Schaltkreisen
Im Jahr 2011 kam eine portable Chip-Scale-Atomic-Clock (CSAC) mit einem Volumen von 17 cm³ zu einem Preis von $1500 auf den zivilen Markt.
Am MIT wurden 2018 Forschungsergebnisse publiziert, die eine integrierte Atomuhr im Subterahertzbereich auf Carbonylsulfid-Basis beschreiben.

### Atomkernuhr
Eine weitere Steigerung der Präzision  wird von einer Uhr erwartet, die das angeregte Niveau eines Atomkerns statt der Atomhülle nutzt. Der Atomkern ist etwa zehntausendmal kleiner als die Elektronenhülle und daher viel weniger anfällig für elektromagnetische Störfelder. Damit das Niveau mit Laserlicht angeregt werden kann, darf die Anregungsenergie nur wenige Elektronenvolt betragen, ein für Kerne extrem kleiner Wert. Der einzige bekannte Kandidat dafür, ein Niveau im Nuklid Thorium-229, wurde im September 2019 so genau vermessen, dass der Bau einer solchen genaueren Kernuhr in den Bereich der Möglichkeiten rücken könnte. Die Anregungsenergie beträgt 8,35574 eV, entsprechend einer Wellenlänge von 148,3821 nm.
Die erste funktionsfähige Atomkernuhr, die auf dem Übergang zwischen zwei Energieniveaus von Thoriumkernen basiert, wurde durch eine Kooperation der Technische Universität Wien mit dem JILA realisiert und Anfang September 2024 vorgestellt.
Eine Alternative wäre ein Energieniveau in Scandium-45, das mit 12,4 keV ebenfalls vergleichsweise niedrig liegt, aber einen passenden Röntgenlaser erfordert, wie den European XFEL. Hieran sind bereits Messungen erfolgt, die diesen Übergang 250 Mal präziser als bisherige Experimente bestimmen.

## Einsatz in Deutschland, Österreich und der Schweiz

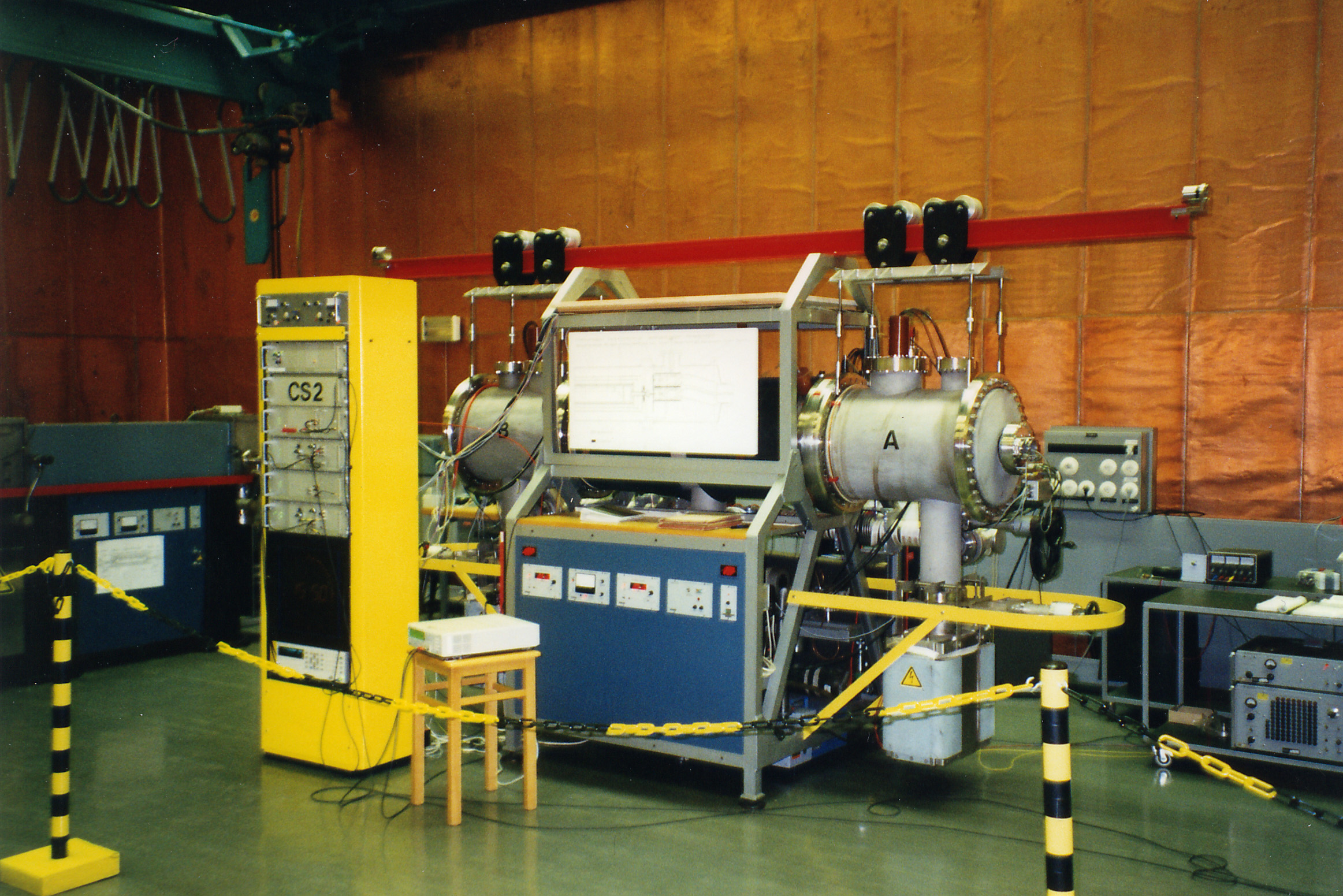
Atomuhr CS2 der PTB

In Deutschland betreibt die Physikalisch-Technische Bundesanstalt (PTB) in Braunschweig vier Atomuhren. Dazu gehören auch zwei „Caesium-Fontänen“, die im Regelbetrieb laufen. Seit 1991 liefert die Cäsium-Uhr CS2 das Zeitnormal für die gesetzliche Zeit (Sekunden). Funkuhren können diese Zeit über den Zeitzeichensender DCF77 empfangen. Seit 1990 ist dies sogar mit Armbanduhren möglich. Die MEGA war die erste Funkarmbanduhr der Welt mit Zeigern. Die Atomzeit ist auch im Internet per Network Time Protocol (NTP) abrufbar.
In Österreich betreibt das Bundesamt für Eich- und Vermessungswesen (Labor für Frequenz, Zeit) mehrere Atomuhren. Die Master Clock liefert UTC(BEV). Diese Zeit können Computer über das NTP von den Stratum-1-Servern empfangen.
In der Schweiz betreibt das Labor für Zeit und Frequenz des Bundesamts für Metrologie (METAS) mehrere Atomuhren, mit der die schweizerische Atomzeit TAI(CH) geführt und die schweizerische Weltzeit UTC(CH) errechnet wird. Diese kann über das Internet durch das NTP-Protokoll abgefragt werden. Bis 2011 konnten Funkuhren auch über den Zeitzeichensender HBG dieses Zeitsignal empfangen.

## Anwendungsgebiete
Atomuhren dienen zum einen der exakten Zeitmessung von Abläufen, zum anderen der genauen Zeitbestimmung und der Koordinierung verschiedener Zeitsysteme und -skalen. So entsteht etwa durch Abgleich der international bestimmten Atomzeit (TAI) mit der astronomischen Zeit (UT1) die Koordinierte Weltzeit (UTC). In Mitteleuropa erhalten Funkuhren das UTC-basierte Zeitsignal über den in Deutschland stationierten Sender DCF77. Das britische Pendant ist der Sender MSF.

### Anwendungsbeispiele
- In vielen Standards-Instituten weltweit wird die ursprünglich von Hewlett-Packard entwickelte und später von Agilent, dann Symmetricom und zuletzt Microsemi vertriebene Caesiumuhr Modell 5071A eingesetzt,[31] z. B. im Atomuhr-Labor des U.S. Naval Observatory.[32]
- Im Atomic Clock Ensemble in Space (ACES), einem Teil des Columbus-Raumlabors, sollen zwei Caesium-Atomuhren für die Verwendung bei Galileo getestet werden.
- Rubidiumuhren können in kompakten Abmessungen und preisgünstig hergestellt werden. Sie werden in den Bereichen Telekommunikation, Energieversorgung und zum Kalibrieren in der Industrie verwendet. Ein sehr hoch entwickeltes Modell arbeitet in der neuesten Generation der Satelliten des GPS-Navigationssystems.
- Ein Rubidium-Oszillator stabilisierte die Trägerfrequenz des Langwellen-Rundfunksenders Donebach.
- Im Internet werden die Zeitimpulse zahlreicher Atomuhren mittels Network Time Protocol (NTP) frei für alle zur Verfügung gestellt.
- Rubidiumuhren kommen in hochwertigen Wordclock-Generatoren zum Einsatz, um Verbände digitaler Audiogeräte miteinander zu synchronisieren.